# Darfur Now
Darfur Now è un film documentario del 2007, scritto e diretto da Ted Braun.

## Trama
Il documentario è incentrato sul genocidio del Darfur e cerca di portare all'attenzione del pubblico la crisi in atto nel paese.
Il regista racconta l'impegno costante di sei persone, che con modalità diverse cercano di porre fine alle violenze e scuotere l'opinione pubblica internazionale. Al progetto hanno preso parte Luis Moreno-Ocampo, procuratore del Tribunale penale internazionale dell'Aia, e l'attore hollywoodiano Don Cheadle, che a sua volta ha coinvolto l'attore George Clooney.
Il documentario è stato presentato al Toronto International Film Festival, in Italia è stato presentato al Senza Frontiere Film Festival nel luglio 2007.